# Chinese cijfers
In China begon men ongeveer 3500 jaar geleden getallen te schrijven. China heeft, als een van de oudste beschavingen (naast Assyrië, Egypte en India), een getalschrift ontwikkeld op basis van ideogrammen (tekens die een idee uitdrukken), dat na millennia nog steeds van generatie op generatie gebruikt wordt.
De formele cijfers worden gebruikt in het zakenleven, om vervalsing te voorkomen. Een vervalser zou namelijk van 三十 (30) heel gemakkelijk 五千 (5000) kunnen maken met slechts een paar penstreken. Met de formele cijfers is dat niet mogelijk.
De karakters zijn als volgt:
| informeel | formeel | waarde  | pinyin     |
| --------- | ------- | ------- | ---------- |
| 零 / 〇   | 零      | nul     | líng       |
| 一        | 壹      | een     | yī         |
| 二 / 兩   | 貳      | twee    | èr / liǎng |
| 三        | 参      | drie    | sān        |
| 四        | 肆      | vier    | sì         |
| 五        | 伍      | vijf    | wǔ         |
| 六        | 陸      | zes     | liù        |
| 七        | 柒      | zeven   | qī         |
| 八        | 捌      | acht    | bā         |
| 九        | 玖      | negen   | jiǔ        |
| 十        | 拾      | tien    | shí        |
| 百        | 伯      | honderd | bǎi        |
| 千        | 仟      | duizend | qīan       |

| traditioneel | vereenvoudigd | waarde          | pinyin |
| ------------ | ------------- | --------------- | ------ |
| 萬           | 万            | tienduizend     | wàn    |
| 億           | 亿            | honderd miljoen | yì     |

Getallen worden als volgt gevormd:
- 11 : 十一 (10+1),
- 20 : 二十 (2×10),
- 21 : 二十一 (2×10+1),
- 100: 百 of 一百 (1×100),
- 200: 兩百 of 二百,
- 301：三百〇一 (3×100+0+1) of 三百零一,
- 310: 三百一十 of 三百一.

Naast deze getallen worden er ook nog afkortingen gebruikt voor 20 (廿: niàn) en 30 (卅: sà).